# Diopsis ichneumonea
Diopsis ichneumonea är en tvåvingeart som beskrevs av Carl von Linné 1775. Diopsis ichneumonea ingår i släktet Diopsis och familjen Diopsidae. Inga underarter finns listade i Catalogue of Life.